# Vaterpolski klub Solaris
Il Vaterpolski klub Solaris è una società pallanuotistica di Sebenico, in Croazia. Nel corso degli anni il club ha cambiato nome numerose volte.

## Storia
Nel 1924 a Sebenico si è disputata la prima partita di pallanuoto tra una ciurma inglese e la società sportiva natatoria "Krka", quest'ultima da non confondere con il V.K. Solaris che fu la prima società professionale di pallanuoto fondata a Sebenico (estate 1953).
Nel 2006 per motivi di sponsor e di passaggio di proprietà il nome fu cambiato in V.K. Šibenik NCP.
Dal 2015 è ritornato a chiamarsi V.K.Solaris.

## Tesserati celebri
- Ivica Tucak
- Perica Bukić
- Renato Vrbičić

## Successi sportivi
Anche se non ha ottenuto alcun titolo o coppa il club si è distinto sempre come "scorza dura" per tutti gli avversari. Ha dato i natali a molti grandi giocatori i quali successivamente hanno fatto parte della Nazionale croata come Perica Bukić, Renato Vrbičić, Siniša Belamarić, Andrija Komadina e Denis Šupe. Inoltre per la squadra ha giocato Ivica Tucak, l'attuale commissario tecnico della Nazionale di pallanuoto maschile della Croazia.
Con Tucak successivamente approdato come tecnico (2006-2010), la squadra ha raggiunto i maggiori risultati come la finale di Coppa LEN 2006-2007 e la qualificazione alla LEN Euroleague 2008-2009.